# Ancien palais épiscopal de Québec
L'ancien palais épiscopal de Québec est le siège du diocèse de Québec à l'époque de la Nouvelle-France. Il abrite également le Parlement du Bas-Canada avant la construction du premier hôtel du Parlement.

## Historique

### Diocèse de Québec

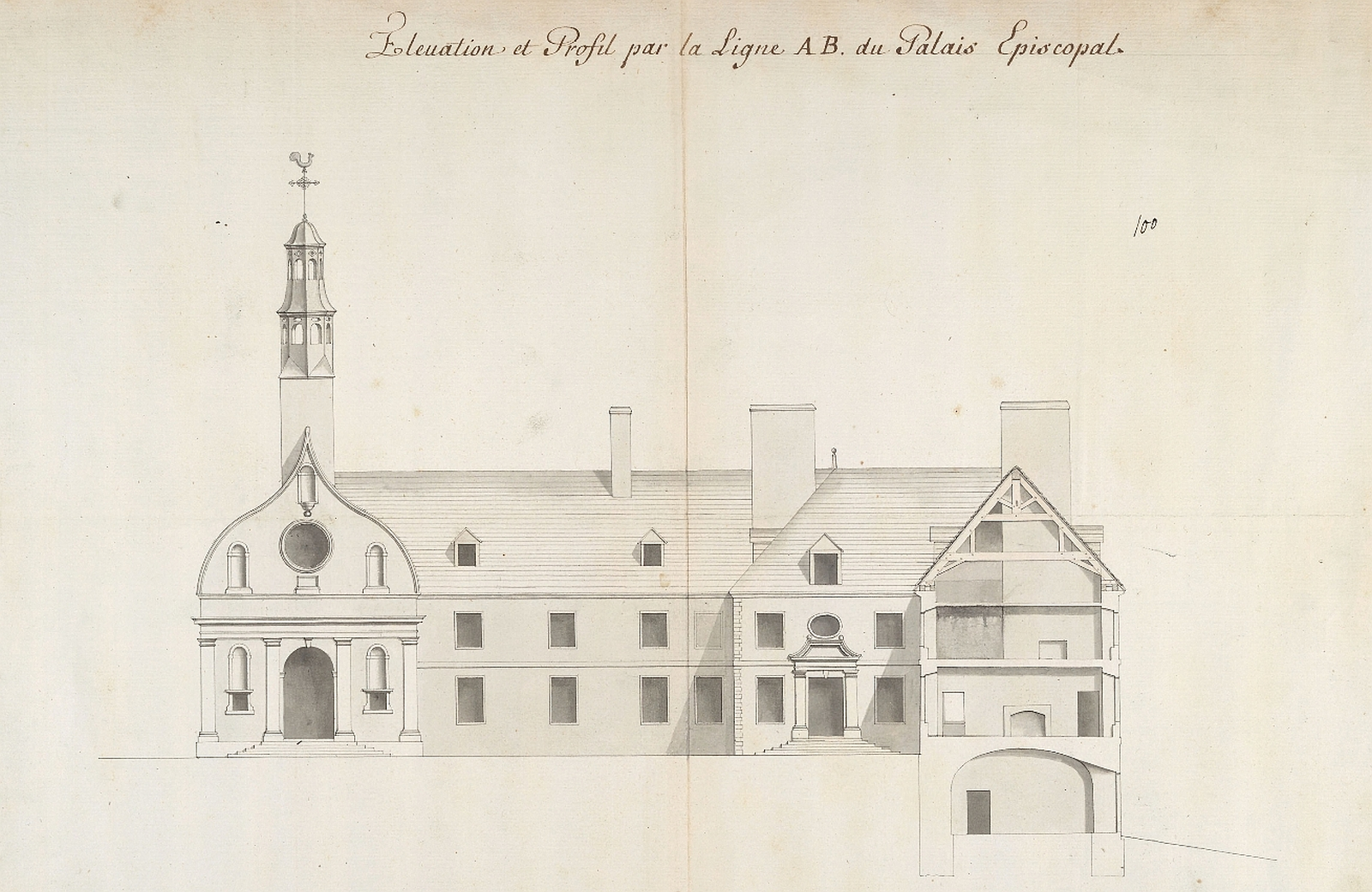
Plan du palais dressé en 1743 par l'ingénieur Gaspard-Joseph Chaussegros de Léry.

Québec est élevé au rang de diocèse en 1674. L'évêque Jean-Baptiste de La Croix de Chevrières de Saint-Vallier obtient du roi les fonds pour la construction d'un premier palais épiscopal. Le bâtiment est construit entre 1693 et 1695 dans la côte de la Montagne, sur un terrain où se trouve alors le premier cimetière de la ville ainsi que la résidence et les jardins du major de Québec.
Durant le siège de Québec en 1759, le bâtiment est endommagé. Les travaux de rénovation sont effectués entre 1766 et 1775.

### Parlement du Bas-Canada

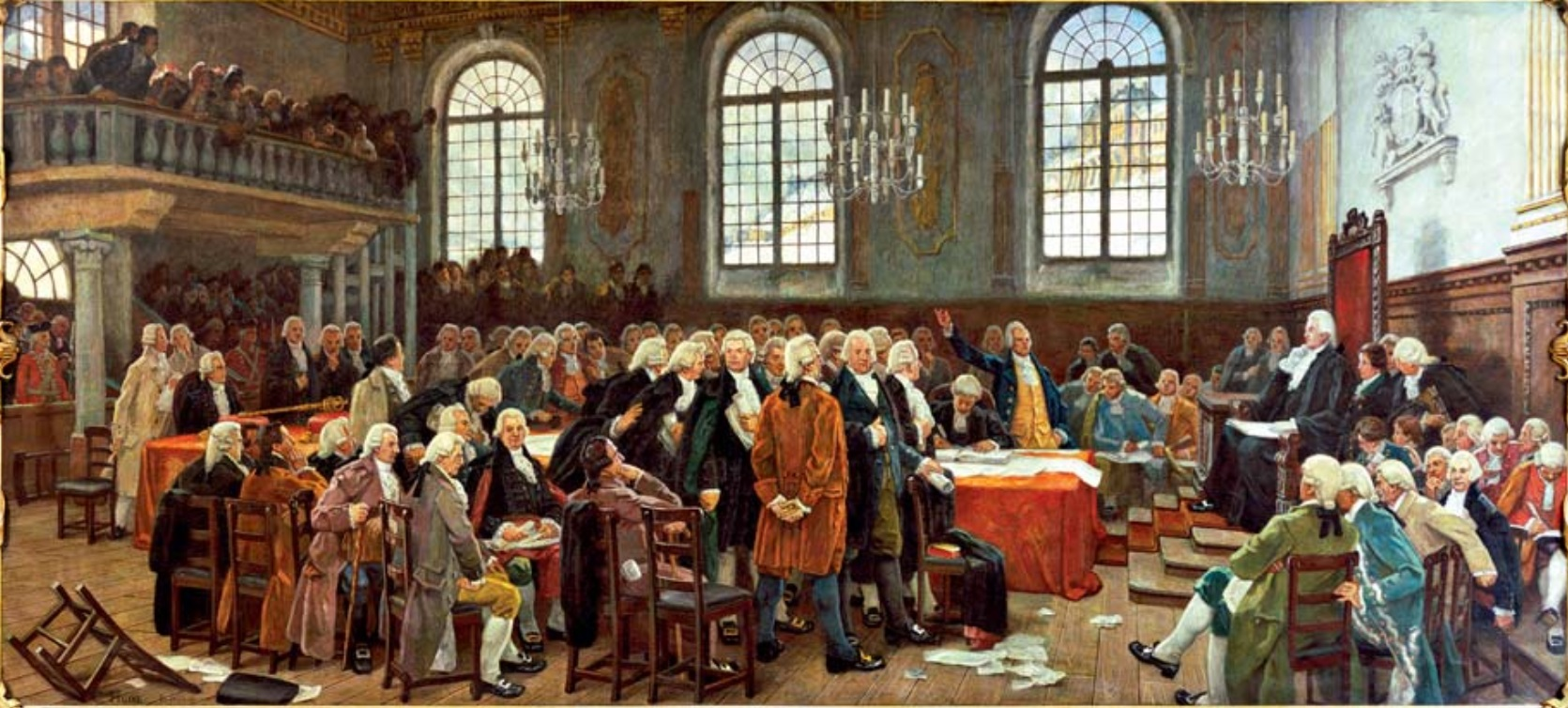
Peinture de Charles Huot illustrant une session de la Chambre d'assemblée du Bas-Canada dans la chapelle du palais épiscopal en 1793.

Pour s'aider dans le paiement des frais, le diocèse fait la location de la chapelle du palais épiscopal au Parlement du Bas-Canada nouvellement créé par l'Acte constitutionnel en 1791. 
En 1826, un comité de la Chambre d'assemblée entreprend de négocier avec l'archevêque Bernard-Claude Panet pour rénover l'édifice et l'acheter définitivement en échange d'une rente perpétuelle de milles louis. L'archidiocèse se dit d'accord pour les rénovations mais pas pour l'abandon de sa propriété. La demande de cession et d'aliénation de la propriété est reformulée à nouveau en 1829 et le 2 mars 1831, l'offre est finalement acceptée. Un contrat est passé à cet effet le 1er août 1832.
Le palais épiscopal sera progressivement démantelé avec la construction du premier hôtel du Parlement à Québec. 